# Mouchette (film)
Mouchette (pronunțat [mu.ʃɛt]) este un film francez de tragedie din 1967, regizat de Robert Bresson, cu Nadine Nortier și Jean-Claude Guilbert în rolurile principale. Este bazat pe romanul cu același nume al lui Georges Bernanos. Bresson și-a explicat alegerea romanului spunând: „Nu am găsit nici psihologie, nici analiză în el. Substanța cărții părea utilizabilă. Ar putea fi cernută.”
A fost înscris la Festivalul de Film de la Cannes din 1967, câștigând Premiul OCIC (Organizația Catolică Internațională pentru Cinema și Audiovizual).
Acțiunea filmului Mouchette se petrece într-un sat francez și urmărește povestea fiicei unui tată agresor și a unei mame pe moarte. În stilul său caracteristic, vag și minimalist, Bresson regizează un fim în care personajul principal apare mereu înconjurat de „suferință și cruzime”, fie că este vorba de război, lagăre de concentrare, acte de tortură sau crime.
Mouchette se numără printre cele mai apreciate filme ale lui Bresson. Lansarea DVD-ului Criterion Collection include un trailer pentru film, realizat de Jean-Luc Godard. Lansarea DVD-ului Artificial Eye include un documentar de 29 de minute pe platourile de filmare despre realizarea filmului.

## Rezumat
Mouchette trăiește într-o mizerie cruntă: are grijă de fratele ei mai mic, face toate treburile casnice și își îngrijește mama imobilizată, pe moarte. La școală, este marginalizată din cauza hainelor ponosite și pedepsită pentru că refuză să cânte.
Odată, la un târg, o femeie îi oferă un jeton pentru mașinuțele electrice. Mouchette se distrează, flirtând cu un băiat, dar tatăl ei o întrerupe înainte să-i poată vorbi. Într-o zi, pe drumul spre casă, Mouchette se rătăcește în pădure în timpul unei furtuni. Arsène, un braconier epileptic și alcoolic, o găsește și o adăpostește. Temându-se că a ucis un bărbat, vrea să o folosească drept alibi. După o criză de epilepsie, Mouchette îl îngrijește, dar când el își revine, o violează. Spre dimineață, ea fuge acasă, își hrănește fratele plângând și o îngrijește pe mama muribundă, care moare cerând o sticlă de gin.
Tatăl ei se întoarce și o insultă. La magazin, o vânzătoare îi oferă o cafea și un croissant, dar când observă o rană pe pieptul fetei și comportamentul ei, o insultă și o alungă. Mai târziu, Mouchette încearcă să repete versiunea lui Arsène despre noaptea petrecută împreună, pretinzând că este iubitul ei. O femeie bătrână o invită în casă, îi oferă haine pentru înmormântare și îi vorbește despre cultul morților. În schimb, Mouchette o insultă și îi murdărește covorul.
În final, privește niște vânători care împușcă iepuri. Șocată de suferință, se duce la râu, îmbracă o rochie și se rostogolește de mai multe ori pe un deal, murdărindu-se, până când dispare în apă, fără să se mai întoarcă.

## Distribuție
Pe lângă preferința sa pentru actori amatori, lui Bresson îi plăcea să distribuie actori pe care nu-i mai folosise niciodată. Singura excepție majoră este Jean-Claude Guilbert, care a avut rolul lui Arnold în Au hasard Balthazar și îl interpretează pe Arsène în acest film.
| Actor                | Rol                    |
| -------------------- | ---------------------- |
| Nadine Nortier       | Mouchette              |
| Jean-Claude Guilbert | Arsène                 |
| Marie Cardinal       | Mamă                   |
| Paul Hébert          | Tată                   |
| Jean Vimenet         | Mathieu                |
| Marie Susini         | Soția lui Mathieu      |
| Suzanne Huguenin     | Stratificarea morților |
| Marine Trichet       | Louisa                 |
| Raymonde Chabrun     | Grocer                 |

## Receptare critică
În 1967, Mouchette a câștigat Premiul OCIC (Organizația Catolică Internațională pentru Cinema și Audiovizual) la Festivalul de Film de la Cannes și Premiul Pasinetti la Festivalul de Film de la Veneția.
„Consensul criticilor” de pe site-ul agregator de recenzii Rotten Tomatoes afirmă: „Remarcabil nu doar ca experiență de vizionare, ci și ca o demonstrație a extraordinarei abilități a lui Robert Bresson, Mouchette își susține narațiunea sumbră cu o grație devastatoare.” În The Spectator, critica Penelope Houston a evidențiat excelența interpretării lui Nadine Nortier în rolul lui Mouchette, scriind că, în consecință, „întregul film devine luminos, transparent, derutant de ușor”, rezultând „un fel de perfecțiune”. Observând lipsa de sentimentalism sau sadism în portretizarea suferinței lui Mouchette de către Bresson, Houston scrie că „Mouchette nu este un copil pentru mila nimănui, cu excepția, în ambele sensuri, a creatorului ei.” Ea concluzionează că „La fel ca Au Hasard, Balthazar, Mouchette este un film profund pesimist, care cumva te lasă într-o dispoziție apropiată de euforie. Este conceput, dacă vreți, ca o experiență religioasă în care eroina nu este o sfântă și în care nu există nicio referință religioasă convențională.”
Mulți critici consideră că Mouchette se numără printre cele mai bune filme ale lui Bresson. Se pare că regizorul suedez Ingmar Bergman a lăudat și a apreciat filmul. Cineastul rus Andrei Tarkovsky a inclus filmul în topul celor mai apreciate zece filme din toate timpurile. Sondajul criticilor realizat de Sight & Sound l-a plasat în topul său 20 în 1972, iar în sondajul din 2012 al revistei despre cele mai mari filme din toate timpurile, Mouchette s-a clasat pe locul 107 în sondajul regizorilor și pe locul 117 în sondajul criticilor.